# Gerhard Schulze (Soziologe)
Gerhard Schulze (* 14. September 1944 in Neustadt an der Aisch) ist ein deutscher Soziologe und war Professor für Methoden der empirischen Sozialforschung und Wissenschaftstheorie an der Otto-Friedrich-Universität Bamberg.

## Leben
Gerhard Schulze studierte in München und Nürnberg Soziologie. In Nürnberg wurde er 1975 promoviert und habilitierte sich 1978 bei Gerhard Wurzbacher. Von 1978 bis zu seiner Emeritierung im Oktober 2009 war er Inhaber der Professur für Methoden der Empirischen Sozialforschung und Wissenschaftstheorie an der Otto-Friedrich-Universität Bamberg.

## Wirken
Gerhard Schulze ist einer breiteren Öffentlichkeit vor allem als Urheber des Begriffes Erlebnisgesellschaft bekannt.

## Schriften
- Jugend und politischer Wandel. Zur gesellschaftlichen Bedeutung politischen Lernens (= Deutsches Jugendinstitut, Band 9), Juventa, München 1976, ISBN 3-7799-0213-3 (Dissertation Universität Erlangen, Nürnberg, Fachbereich Wirtschaft- und Sozialwissenschaften, 1975, 180 Seiten).
- Politisches Lernen in der Alltagserfahrung. Eine empirische Analyse (= Deutsches Jugendinstitut, Band 11), Juventa, München 1977, ISBN 3-7799-0215-X.
- Die Erlebnisgesellschaft. Kultursoziologie der Gegenwart. Campus, Frankfurt am Main 1992, ISBN 3-593-34615-X. (2. Auflage 2005, ISBN 3-593-37888-4)
- Kulissen des Glücks. Streifzüge durch die Eventkultur. Campus, Frankfurt am Main 1999, ISBN 3-593-36305-4
- Die beste aller Welten. Wohin bewegt sich die Gesellschaft im 21. Jahrhundert? Hanser, München 2003, ISBN 3-446-20281-1 (Taschenbuchausgabe: Fischer, Frankfurt am Main, 2004, ISBN 3-596-16385-4).
- Die Sünde. Das schöne Leben und seine Feinde. Campus, Frankfurt am Main 2006, ISBN 3-446-20672-8.
- Krisen. Das Alarmdilemma. S. Fischer, Frankfurt am Main 2011, ISBN 3-10-073607-9.
- Schöne neue Gesundheitswelt. Wie sich das medizinische Denken verändert. Hogrefe Verlag, Bern 2016, ISBN 3456856032.
- Soziologie als Handwerk. Eine Gebrauchsanweisung. Campus Verlag, Frankfurt am Main/New York 2019, ISBN 3593510251.